# Eurovision Song Contest 1990
Der 35. Eurovision Song Contest fand am 5. Mai 1990 in der Vatroslav-Lisinski-Halle in Zagreb, Jugoslawien (heute Kroatien) statt. Es gewann Italien mit dem von Toto Cutugno geschriebenen und vorgetragenen Lied Insieme: 1992. Ausgerichtet wurde der Wettbewerb von Radiotelevizija Zagreb (RTZ) im Namen von Jugoslavenska Radiotelevizija (JRT).

## Besonderheiten
Für Deutschland nahm das Duo Chris Kempers und Daniel Kovac mit dem Titel Frei zu leben teil, der, obwohl hoch favorisiert, auf dem 9. Platz landete. Dahinter kam das Lied Keine Mauern mehr von Simone aus Österreich, welches sich über eine Hintertür qualifizieren musste, da der eigentliche Gewinner schon 1987 bei der deutschen Vorausscheidung antrat. Diese beiden Titel waren nur zwei von vielen, die zumindest andeutungsweise den Fall der Mauer bzw. den Zusammenbruch der Ostblockregimes thematisierten. Auch Norwegen, Irland oder auch der Sieger Italien befassten sich mit politischen Themen. Die Schweiz kam mit Egon Egemann und Musik klingt in die Welt hinaus auf Platz 11 hinter Deutschland und Österreich.
Moderiert wurde die Veranstaltung von Oliver Mlakar und Helga Vlahović. Diese drohten in der wenige Tage vor der Übertragung mit einem Rückzug. Grund hierfür waren Presseberichte, die sie als „zu alt“ bezeichneten, Vlahović war 45 Jahre alt, Mlakar 54. Das jugoslawische Fernsehen hatte mit Rene Medvešek und Dubravka Marković bereits zwei Ersatzmoderatoren präsentiert, bevor schlussendlich doch noch eine gütliche Einigung erzielt werden konnte.
Während der Sendung gab es einige Missgeschicke: Die Startnummer 1 aus Spanien musste zweimal starten, weil beim ersten Versuch nur das Rhythmusplayback eingespielt wurde, der Dirigent jedoch nichts hören konnte. Die italienische Jury meldete sich mit „jury espagnol“. Während des Siegesvortrags entstand ein Chaos im Zuschauerraum, als sich die Journalisten auf dem Publikum stapelten, um ein Foto zu ergattern.
Belgiens Repräsentant Philippe Lafontaine wollte sein Lied Macédomienne, eine Hommage an seine aus Mazedonien stammende Frau, ursprünglich nicht kommerziell veröffentlichen, so dass lange nur eine auf 500 Exemplare limitierte Promo-Edition von Vinylsingles existierte und der Titel als einziger Eurovisionsbeitrag von 1990 auf dem in Skandinavien erschienenen Jahrgangssampler fehlt. Angesichts des Jugoslawien-Krieges war Lafontaine 1994 dann aber doch bereit, das Lied für eine Benefiz-CD-Single zur Verfügung zu stellen.

## Teilnehmer

Teilnehmende Länder
Länder, die bereits an einem früheren ESC teilgenommen hatten, aber nicht im Jahr 1990

Alle Teilnehmer des vergangenen Jahres nahmen auch in diesem Jahr teil, sodass wieder 22 Länder am Start waren.

### Wiederkehrende Interpreten
| Land       | Interpret                                         | Vorherige(s) Teilnahmejahr(e) |
| ---------- | ------------------------------------------------- | --- |
| Finnland   | Kari Kuivalainen (Begleitung)                     | 1986 |
| Island     | Thorsteinn Gunnarsson (als Mitglied von Stjórnin) | Begleitung: 1988 |
| Italien    | Ditka Haberl (Begleitung)                         | 1975 für Jugoslawien (als Mitglied von Pepel in Kri)                                                                                 |
| Italien    | Tadej Hrušovar (Begleitung)                       | 1975 für Jugoslawien (als Mitglied von Pepel in Kri)                                                                                 |
| Italien    | Ivo Mojzer (Begleitung)                           | 1975 für Jugoslawien (als Mitglied von Pepel in Kri)                                                                                 |
| Italien    | Nada Žgur (Begleitung)                            | 1975 für Jugoslawien (als Mitglied von Pepel in Kri)                                                                                 |
| Luxemburg  | Francine Chantereau (Begleitung)                  | 1986 (als Mitglied von Cocktail Chic)                                                                                                |
| Luxemburg  | Francine Chantereau (Begleitung)                  | Begleitung: 1974, 1979 und 1982 •• 1978 für Belgien • 1978 für BR Deutschland • 1977, 1978 und 1981 für Frankreich • 1974 für Monaco |
| Luxemburg  | Martine Latorre (Begleitung)                      | 1986 (als Mitglied von Cocktail Chic)                                                                                                |
| Luxemburg  | Martine Latorre (Begleitung)                      | Begleitung: 1974, 1979 und 1982 •• 1978 für Belgien • 1978 und 1981 für Frankreich • 1974 und 1978 für Monaco                        |
| Norwegen   | Ketil Stokkan                                     | 1986 |
| Österreich | Wolfgang Berry (Begleitung)                       | 1980 (als Mitglied von Blue Danube)                                                                                                  |
| Portugal   | Dora Fidalgo (Begleitung)                         | 1989 (als Mitglied von Da Vinci) |
| Portugal   | Sandra Fidalgo (Begleitung)                       | 1989 (als Mitglied von Da Vinci) |
| Schweden   | Frank Ådahl (als Mitglied von Edin-Ådahl)         | Begleitung: 1986 |
| Zypern     | Haris Anastasiou                                  | Begleitung: 1987 |

### Dirigenten
Jedes Lied wurde mit Live-Musik begleitet bzw. kam Live-Musik zum Einsatz – folgende Dirigenten leiteten das Orchester bei dem jeweiligen Land:
- Spanien – Eduardo Leiva
- Griechenland – Michalis Rozakis
- Belgien – Rony Brack
- Türkei – Ümit Eroğlu
- Niederlande – Harry van Hoof
- Luxemburg – Thierry Durbet
- Vereinigtes Königreich – Alyn Ainsworth
- Island – Jon Kjell Seljeseth
- Norwegen – Pete Knutsen
- Israel – Rami Levin
- Dänemark – Henrik Krogsgård
- Schweiz – Bela Balint
- BR Deutschland – Rainer Pietsch
- Frankreich – Régis Dupré
- Jugoslawien – Stjepan Mihaljinec
- Portugal – Carlos Alberto Moniz
- Irland – Noel Kelehan
- Schweden – Curt-Eric Holmquist
- Italien – Gianni Madonini
- Österreich – Richard Oesterreicher
- Zypern – Stanko Selak
- Finnland – Olli Ahvenlahti

## Abstimmungsverfahren
In jedem Land gab es eine elfköpfige Jury, die zunächst die zehn besten Lieder intern ermittelten. Danach vergaben die einzelnen Jurys 12, 10, 8, 7, 6, 5, 4, 3, 2 Punkte und 1 Punkt an diese zehn besten Lieder.

## Platzierungen
| Platz | Startnr. | Land                   | Interpret                                         | Titel (M = Musik; T = Text)                                                             | Sprache        | Übersetzung                            | Punkte |
| ----- | -------- | ---------------------- | ------------------------------------------------- | --------------------------------------------------------------------------------------- | -------------- | -------------------------------------- | ------ |
| 01.   | 19       | Italien                | Toto Cutugno                                      | Insieme: 1992 M/T: Salvatore Cutugno                                                    | Italienisch a  | Gemeinsam: 1992                        | 149    |
| 02.   | 14       | Frankreich             | Joëlle Ursull                                     | White and Black Blues M: Georges Ougier de Moussac; T: Serge Gainsbourg                 | Französisch b  | Weißer und schwarzer Blues             | 132    |
| 02.   | 17       | Irland                 | Liam Reilly                                       | Somewhere in Europe M/T: Liam Reilly                                                    | Englisch       | Irgendwo in Europa                     | 132    |
| 04.   | 08       | Island                 | Stjórnin                                          | Eitt lag enn M: Hörður G. Ólafsson; T: Aðalsteinn Ásberg Sigurðsson                     | Isländisch     | Ein Lied mehr                          | 124    |
| 05.   | 01       | Spanien                | Azúcar Moreno                                     | Bandido M: Raúl Orellana, Jaime Stinus; T: José Luis Abel                               | Spanisch       | Bandit                                 | 096    |
| 06.   | 07       | Vereinigtes Königreich | Emma                                              | Give a Little Love Back to the World M/T: Paul Curtis                                   | Englisch       | Gib der Welt ein bisschen Liebe zurück | 087    |
| 07.   | 15       | Jugoslawien            | Tajči                                             | Hajde da ludujemo M: Zrinko Tutić; T: Alka Vuica                                        | Kroatisch      | Lasst uns verrückt spielen             | 081    |
| 08.   | 11       | Dänemark               | Lonnie Devantier                                  | Hallo – Hallo M: John Hatting, Torben Lendager; T: Keld Heick                           | Dänisch        | Hallo, Hallo                           | 064    |
| 09.   | 13       | BR Deutschland         | Chris Kempers und Daniel Kovac                    | Frei zu leben M: Ralph Siegel; T: Michael Kunze                                         | Deutsch        | —                                      | 060    |
| 10.   | 20       | Österreich             | Simone                                            | Keine Mauern mehr M: Marc Berry, Nanna Berry; T: Mario Botazzi                          | Deutsch c      | —                                      | 058    |
| 11.   | 12       | Schweiz                | Egon Egemann                                      | Musik klingt in die Welt hinaus M/T: Cornelia Lackner                                   | Deutsch        | —                                      | 051    |
| 12.   | 03       | Belgien                | Philippe Lafontaine                               | Macédomienne M/T: Philippe Lafontaine                                                   | Französisch    | Meine Mazedonierin                     | 046    |
| 13.   | 06       | Luxemburg              | Céline Carzo                                      | Quand je te rêve M: Jean-Charles France; T: Thierry Delianis                            | Französisch    | Wenn ich von dir träume                | 038    |
| 14.   | 21       | Zypern                 | Haris Anastasiou Χάρης Αναστασίου                 | Milas poli (Μιλάς πολύ) M: John Vickers; T: Haris Anastasiou                            | Griechisch     | Du redest zu viel                      | 036    |
| 15.   | 05       | Niederlande            | Maywood                                           | Ik wil alles met je delen M/T: Alice May                                                | Niederländisch | Ich will alles mit dir teilen          | 025    |
| 16.   | 18       | Schweden               | Edin-Ådahl                                        | Som en vind M/T: Mikael Wendt                                                           | Schwedisch     | Wie ein Wind                           | 024    |
| 17.   | 04       | Türkei                 | Kayahan & Demet Sağıroğlu                         | Gözlerinin hapsindeyim M/T: Kayahan Açar                                                | Türkisch       | Gefangener in deinen Augen             | 021    |
| 18.   | 10       | Israel                 | Rita ריטה                                         | Shara barchovot (שרה ברחובות) M: Rami Kleinstein; T: Tzruya Lahav                       | Hebräisch      | Singen in den Straßen                  | 016    |
| 19.   | 02       | Griechenland           | Christos Callow and Wave Χρίστος Καλλόου και Wave | Horis skopo (Χωρίς σκοπό) M: Yiorgos Palaiokastritis; T: Yiorgos Papayanakis            | Griechisch     | Ohne einen Vorwand                     | 011    |
| 20.   | 16       | Portugal               | Nucha                                             | Há sempre alguém M: Luís Filipe, Ian van Dijck; T: Frederico Pereira, Francisco Pereira | Portugiesisch  | Es ist immer jemand da                 | 009    |
| 21.   | 22       | Finnland               | Beat                                              | Fri? M: Kim Engblom, Tina Krause, Janne Engblom; T: Stina Engblom                       | Schwedisch d   | Frei?                                  | 008    |
| 21.   | 09       | Norwegen               | Ketil Stokkan                                     | Brandenburger Tor M/T: Ketil Stokkan                                                    | Norwegisch     | —                                      | 008    |

## Punktevergabe
| Land | Abstimmungsergebnisse | Abstimmungsergebnisse | Abstimmungsergebnisse | Abstimmungsergebnisse | Abstimmungsergebnisse | Abstimmungsergebnisse | Abstimmungsergebnisse | Abstimmungsergebnisse | Abstimmungsergebnisse | Abstimmungsergebnisse | Abstimmungsergebnisse | Abstimmungsergebnisse | Abstimmungsergebnisse | Abstimmungsergebnisse | Abstimmungsergebnisse | Abstimmungsergebnisse | Abstimmungsergebnisse | Abstimmungsergebnisse | Abstimmungsergebnisse | Abstimmungsergebnisse | Abstimmungsergebnisse | Abstimmungsergebnisse | Abstimmungsergebnisse | Abstimmungsergebnisse |
| Land | Punkte                | ES                    | GR                    | BE                    | TR                    | NL                    | LU                    | UK                    | IS                    | NO                    | IL                    | DK                    | CH                    | DE                    | FR                    | YU                    | PT                    | IE                    | SE                    | IT                    | AT                    | CY                    | FI                    | Votings               |
| --- | --------------------- | --------------------- | --------------------- | --------------------- | --------------------- | --------------------- | --------------------- | --------------------- | --------------------- | --------------------- | --------------------- | --------------------- | --------------------- | --------------------- | --------------------- | --------------------- | --------------------- | --------------------- | --------------------- | --------------------- | --------------------- | --------------------- | --------------------- | --------------------- |
| Spanien | 096                   |                       | 8                     | 1                     | 10                    | 2                     | –                     | 1                     | 4                     | 5                     | –                     | –                     | 6                     | 12                    | 5                     | 3                     | 5                     | –                     | –                     | 8                     | 8                     | 8                     | 10                    | 16                    |
| Griechenland | 011                   | –                     |                       | –                     | –                     | 5                     | –                     | –                     | –                     | –                     | –                     | –                     | –                     | –                     | –                     | –                     | –                     | –                     | –                     | –                     | –                     | 6                     | –                     | 02                    |
| Belgien | 046                   | –                     | –                     |                       | –                     | 7                     | 4                     | –                     | –                     | 1                     | –                     | –                     | 4                     | 8                     | 8                     | –                     | 2                     | 1                     | 7                     | –                     | 4                     | –                     | –                     | 10                    |
| Türkei | 021                   | –                     | –                     | –                     |                       | 3                     | –                     | –                     | 2                     | 4                     | –                     | –                     | –                     | 5                     | –                     | 7                     | –                     | –                     | –                     | –                     | –                     | –                     | –                     | 05                    |
| Niederlande | 025                   | –                     | 1                     | –                     | 3                     |                       | 1                     | 4                     | –                     | –                     | 2                     | –                     | 3                     | –                     | 6                     | –                     | 1                     | –                     | –                     | 2                     | –                     | 2                     | –                     | 10                    |
| Luxemburg | 038                   | –                     | 4                     | –                     | –                     | –                     |                       | 3                     | –                     | –                     | –                     | –                     | –                     | 3                     | 12                    | 2                     | 3                     | –                     | –                     | 1                     | 5                     | 5                     | –                     | 09                    |
| Vereinigtes Königreich                                                                                                 | 087                   | 7                     | 5                     | 12                    | –                     | –                     | 3                     |                       | –                     | –                     | 10                    | 3                     | 10                    | 1                     | 10                    | 10                    | –                     | 6                     | –                     | 6                     | 1                     | 3                     | –                     | 14                    |
| Island | 124                   | 4                     | 3                     | 10                    | 1                     | –                     | 8                     | 12                    |                       | 10                    | 8                     | 10                    | 7                     | –                     | –                     | 4                     | 12                    | 7                     | 8                     | 3                     | 10                    | –                     | 7                     | 17                    |
| Norwegen | 008                   | –                     | –                     | –                     | –                     | –                     | –                     | –                     | –                     |                       | 4                     | 1                     | –                     | –                     | –                     | –                     | –                     | 3                     | –                     | –                     | –                     | –                     | –                     | 03                    |
| Israel | 016                   | –                     | –                     | –                     | –                     | 4                     | –                     | –                     | –                     | –                     |                       | –                     | 2                     | 4                     | –                     | 1                     | –                     | –                     | –                     | –                     | –                     | –                     | 5                     | 05                    |
| Dänemark | 064                   | 6                     | –                     | 3                     | 2                     | –                     | –                     | –                     | 7                     | 7                     | 7                     |                       | 1                     | –                     | –                     | –                     | 7                     | 4                     | 3                     | 7                     | 6                     | 4                     | –                     | 13                    |
| Schweiz | 051                   | 1                     | 12                    | –                     | 6                     | –                     | 2                     | –                     | –                     | –                     | –                     | 12                    |                       | –                     | 1                     | 5                     | 8                     | –                     | –                     | –                     | –                     | 1                     | 3                     | 10                    |
| BR Deutschland | 060                   | 8                     | –                     | 6                     | –                     | –                     | 12                    | 7                     | 1                     | –                     | –                     | 4                     | –                     |                       | –                     | –                     | –                     | 10                    | 4                     | 5                     | 3                     | –                     | –                     | 10                    |
| Frankreich | 132                   | 5                     | –                     | 4                     | 4                     | 12                    | –                     | –                     | 12                    | 12                    | 6                     | 5                     | 12                    | 10                    |                       | 12                    | 4                     | 8                     | 5                     | –                     | 2                     | 7                     | 12                    | 17                    |
| Jugoslawien | 081                   | 3                     | –                     | –                     | 12                    | –                     | –                     | 5                     | 10                    | 3                     | 12                    | 7                     | –                     | –                     | 2                     |                       | –                     | 5                     | 1                     | 10                    | –                     | 10                    | 1                     | 13                    |
| Portugal | 009                   | –                     | –                     | –                     | –                     | –                     | 7                     | 2                     | –                     | –                     | –                     | –                     | –                     | –                     | –                     | –                     |                       | –                     | –                     | –                     | –                     | –                     | –                     | 02                    |
| Irland | 132                   | 10                    | 7                     | 7                     | 5                     | 10                    | 6                     | 10                    | 8                     | 8                     | –                     | 8                     | 5                     | 7                     | 7                     | –                     | 6                     |                       | 12                    | –                     | 12                    | –                     | 4                     | 17                    |
| Schweden | 024                   | 2                     | 2                     | –                     | –                     | 6                     | –                     | 6                     | –                     | 6                     | –                     | –                     | –                     | 2                     | –                     | –                     | –                     | –                     |                       | –                     | –                     | –                     | –                     | 06                    |
| Italien | 149                   | 12                    | 10                    | 8                     | 8                     | 8                     | 10                    | –                     | 3                     | –                     | 1                     | 6                     | 8                     | 6                     | 4                     | 6                     | 10                    | 12                    | 10                    |                       | 7                     | 12                    | 8                     | 19                    |
| Österreich | 058                   | –                     | –                     | 2                     | 7                     | 1                     | 5                     | 8                     | 6                     | –                     | –                     | –                     | –                     | –                     | 3                     | 8                     | –                     | 2                     | 2                     | 12                    |                       | –                     | 2                     | 12                    |
| Zypern | 036                   | –                     | 6                     | 5                     | –                     | –                     | –                     | –                     | –                     | 2                     | 5                     | 2                     | –                     | –                     | –                     | –                     | –                     | –                     | 6                     | 4                     | –                     |                       | 6                     | 08                    |
| Finnland | 008                   | –                     | –                     | –                     | –                     | –                     | –                     | –                     | 5                     | –                     | 3                     | –                     | –                     | –                     | –                     | –                     | –                     | –                     | –                     | –                     | –                     | –                     |                       | 02                    |
| Die Tabelle ist senkrecht nach der Auftrittsreihenfolge geordnet, waagerecht nach der chronologischen Punkteverlesung. |                       |                       |                       |                       |                       |                       |                       |                       |                       |                       |                       |                       |                       |                       |                       |                       |                       |                       |                       |                       |                       |                       |                       |                       |

### Statistik der Zwölf-Punkte-Vergabe
| Anzahl | Land                   | erhalten von                                                  |
| ------ | ---------------------- | ------------------------------------------------------------- |
| 6      | Frankreich             | Finnland, Island, Jugoslawien, Niederlande, Norwegen, Schweiz |
| 3      | Italien                | Irland, Spanien, Zypern                                       |
| 2      | Irland                 | Österreich, Schweden                                          |
| 2      | Island                 | Portugal, Vereinigtes Königreich                              |
| 2      | Jugoslawien            | Israel, Türkei                                                |
| 2      | Schweiz                | Dänemark, Griechenland                                        |
| 1      | BR Deutschland         | Luxemburg                                                     |
| 1      | Luxemburg              | Frankreich                                                    |
| 1      | Österreich             | Italien                                                       |
| 1      | Spanien                | Deutschland                                                   |
| 1      | Vereinigtes Königreich | Belgien                                                       |

### Punktesprecher
| Nr. | Land                   | Sprecher             | Anmerkungen                                                              |
| --- | ---------------------- | -------------------- | ------------------------------------------------------------------------ |
| 01  | Spanien                | Matilde Jarrín       | Punktesprecherin seit 1984                                               |
| 02  | Griechenland           |                      | –                                                                        |
| 03  | Belgien                |                      | –                                                                        |
| 04  | Türkei                 |                      | –                                                                        |
| 05  | Niederlande            | Joop van Os          | –                                                                        |
| 06  | Luxemburg              |                      | –                                                                        |
| 07  | Vereinigtes Königreich | Colin Berry          | Punktesprecher 1977 bis 1979 und seit 1981                               |
| 08  | Island                 |                      | –                                                                        |
| 09  | Norwegen               |                      | –                                                                        |
| 10  | Israel                 | Yitzhak Shim'oni     | Punktesprecher 1974 bis 1978, 1982, 1983 und seit 1985, Kommentator 1979 |
| 11  | Dänemark               |                      | –                                                                        |
| 12  | Schweiz                | Michel Stocker       | Punktesprecher seit 1975                                                 |
| 13  | BR Deutschland         | Sandra Maischberger  | Punktesprecherin 1987 und 1989                                           |
| 14  | Frankreich             | Valérie Maurice      | –                                                                        |
| 15  | Jugoslawien            |                      | –                                                                        |
| 16  | Portugal               | João Abel da Fonseca | Punktesprecher 1979 und 1983                                             |
| 17  | Irland                 | Eileen Dunne         | Punktesprecherin 1989                                                    |
| 18  | Schweden               | Jan Ellerås          | Punktesprecher 1987                                                      |
| 19  | Italien                |                      | –                                                                        |
| 20  | Österreich             | Tilia Herold         | Punktesprecherin 1982 bis 1984 und seit 1986                             |
| 21  | Zypern                 | Anna Partelidou      | Punktesprecherin 1981 bis 1987 und 1989                                  |
| 22  | Finnland               | Solveig Herlin       | Punktesprecherin 1982 bis 1984 und seit 1986                             |